# Shōkichi Umeya
Shōkichi Umeya (梅屋 庄吉 Umeya Shōkichi) (1868–1934) was een Japans filmpromotor en filmproducent. Hij was de oprichter van de Japanse filmorganisatie M. Pathe, die hij in 1906 startte. 
Shōkichi Umeya steunde Sun Yat-sen, de eerste president en grondlegger van de Republiek China, bijna twintig jaar op financiële basis tijdens diens revolutionaire activiteiten.